# The Tragical History of Romeus and Juliet
The Tragicall History of Romeus and Juliet est un poème narratif, publié pour la première fois en 1562 par Arthur Brooke, qui annonçait l'avoir traduit à partir d'une œuvre de Matteo Bandello, Romeo e Giulietta. Romeus and Juliet servit vraisemblablement de source principale pour la pièce de théâtre de William Shakespeare Roméo et Juliette. On en sait peu sur Arthur Brooke, seulement qu'il s'est noyé en 1563 lors d'un naufrage.

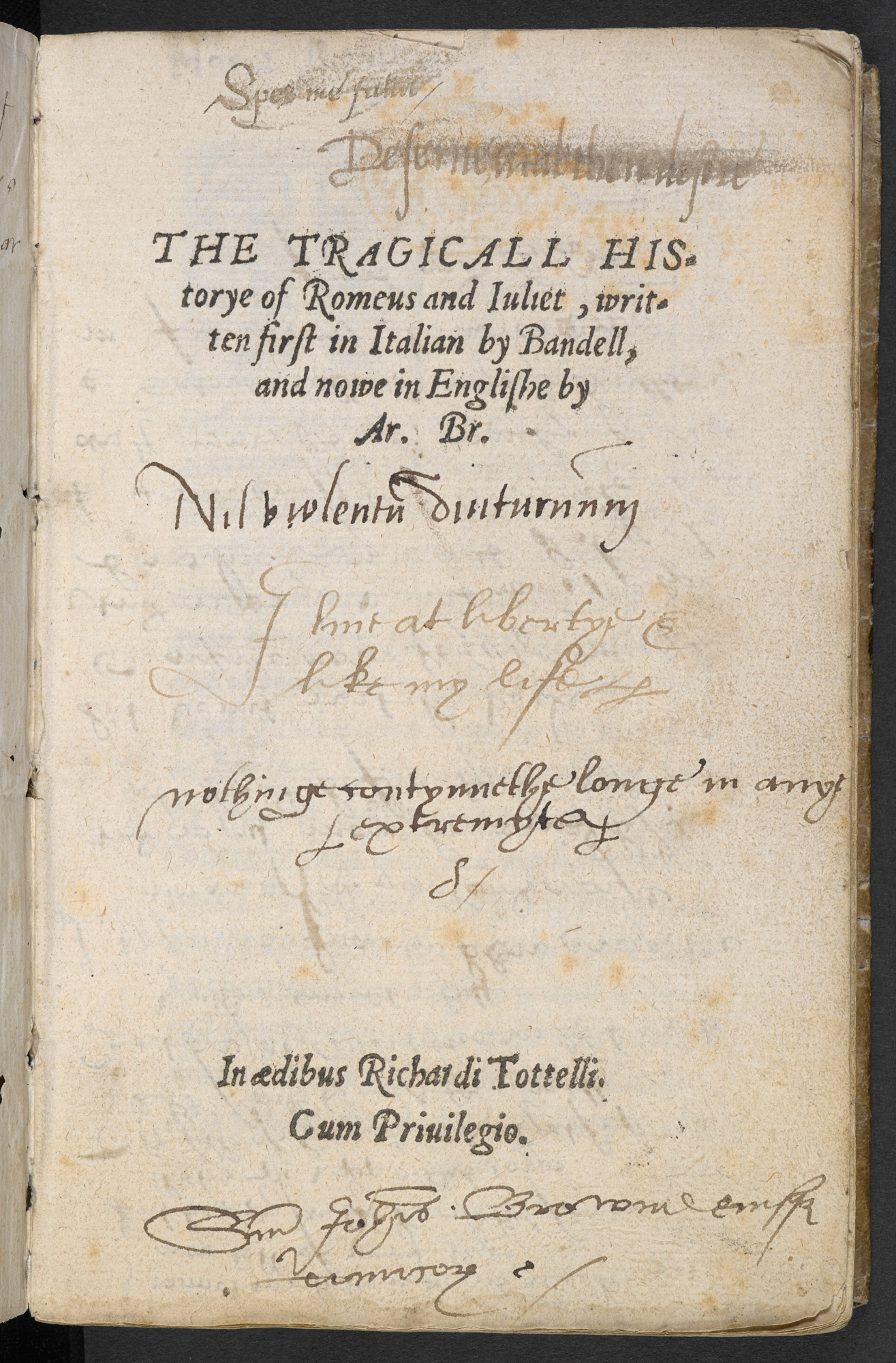
Frontispice de The Tragical History of Romeus and Juliet.

La fin du poème diffère significativement de la pièce de Shakespeare : la nourrice est bannie et l'apothicaire arrêté pour son rôle dans la tromperie.